# Gillian Rolton
Gillian Rolton (Adelaide, 3 maggio 1956 – Adelaide, 18 novembre 2017) è stata una cavallerizza australiana.
Ha vinto due medaglie olimpiche nell'equitazione, entrambe d'oro: una alle Olimpiadi di Barcellona 1992 nella gara di concorso completo a squadre ed una ad Atlanta 1996, anche in questo caso nel completo a squadre.
Affetta da tumore endometriale, è morta nel 2017 all'età di 61 anni.